# Convention de La Haye (1955)
Pour les articles homonymes, voir Convention de La Haye.
 (octobre 2023).
Si vous disposez d'ouvrages ou d'articles de référence ou si vous connaissez des sites web de qualité traitant du thème abordé ici, merci de compléter l'article en donnant les références utiles à sa vérifiabilité et en les liant à la section « Notes et références ».
La Convention de la Haye de 1955 est le texte principal qui régit les ventes internationales de marchandises. Elle concerne principalement la vente d'objets mobiliers corporels.
Elle est utilisée juridiquement et est source d'explications dans le droit des contrats français.